# Test des micronoyaux
Le test des micronoyaux (ou test de numération des micronoyaux) est un test écotoxicologique ou de biomonitoring très utilisé, basé sur la détection et le comptage des micronoyaux dans des cellules exposées (généralement in vitro) à un agent génotoxique ou supposé tel. Pour rappel, un micronoyau est dans une cellule vivante, un « faux noyau », qui s'est anormalement constitué lors de la division cellulaire. S'il n'a pas provoqué la mort cellulaire (par apoptose), il persistera tout le temps de la vie de la cellule et généralement associé à un effet mutagène, et parfois cancérogène . La présence de micronoyaux indique que la cellule a été exposée à un ou plusieurs agents génotoxiques et clastogènes (c'est-à-dire responsable de cassures du double brin de la molécule d'ADN) ou à un agent « aneugène » (c'est-à-dire altérant l'appareil mitotique qui permet la division cellulaire).
Le test des micronoyaux est l'une des déclinaisons des tests d'anomalie chromosomique. Il permet notamment d'évaluer une exposition récente (heures, jours).

## Applications
Il vise à évaluer le potentiel génotoxique d'un composé, ou à montrer une exposition à une agent mutagène. Il a de nombreux usages spécifiques :
- santé-environnement, biomonitoring (ex. : en écotoxicologie, il est utilisé pour surveiller la pollution de l'air, des eaux de surface[3] ou potabilisées, des sols ou l'exposition de plantes, d'animaux, de champignons ou de microorganismes à des polluants mutagènes, provenant par exemple d'émissions industrielles, de sites de déchets dangereux, de désinfectants de l'eau[4], etc.) ;
- santé au travail, pour surveiller les personnels potentiellement exposés à des agents mutagènes[5]. Il a une valeur prédictive pour le risque de cancer[1], au formaldéhyde par exemple[6] ou travaillant dans un laboratoire d'anatomopathologie[7] ;
- évaluation des produits chimiques génotoxiques (in vivo et in vitro) par exemple avant autorisation de mise sur le marché d'une molécule (médicament, pesticide, etc.) ;
- recherche ou évaluation de produits anti-génotoxiques ;
- étude sur les dommages causés à l'ADN (cassure simple brin; sites alcali-labile; réticulation de l'ADN) ; étude sur la réparation de l'ADN ou l’apoptose.

Il peut être utilisé sur tout type de cellules-cibles (cellules vésicales, endobuccales, fibroblastes, kératinocytes, etc.) y compris sur des cellules végétales. 
On l'utilise notamment sur des lymphocytes T en culture (cellules-modèles) ; on peut alors compter le nombre de micronoyaux visibles dans les lymphocytes T binucléés obtenus par blocage de la division cytoplasmique par de la cytochalasine B après une division nucléaire complète, avec alors l'avantage de ne compter que les lésions génotoxiques héritables (micronoyaux dans les seuls lymphocytes binucléés), seules lésions répondent strictement à la définition de la mutation génétique. 
Il peut aussi être appliqué à un échantillon de cellules exposées in vivo (ex : lymphocytes d'animal de laboratoire ou d'humains potentiellement exposés à un produit génotoxique).

## Complément utile
Le test peut être utilement complété par une étude du type et de la qualité du « matériel génétique » enfermé dans le micronoyau (y-trouve-t-on des centromères ?, quels type de chromosome y sont altérés ?, avec quel type d'altération ?). 
Ceci est permis par une technique d'hybridation in situ fluorescente (technique FISH). On comprend ainsi mieux les mécanismes à l'oeuvre : par exemple la présence de centromères dans les micronoyaux doit faire penser à un effet aneugène alors que leur absence oriente plus vers un effet clastogène). 

## Avantages et inconvénients, limites

### Avantages
Le test est facile à mettre en œuvre, détecte à la fois les effets clastogènes et aneugènes et d'interprétation rapide ; et une analyse cellule par cellule permet d'obtenir un grand nombre de données utiles pour un bon traitement statistique des résultats. 

### Inconvénients, limites
- Ce test ne détecte pas toutes les aberrations chromosomiques[2].
- Il requiert un prélèvement cellulaire (⇒ caractère invasif, facteur de stress)[2].
- Il existe des facteurs confondants (comme dans tous les tests de ce type). Ceux qui sont à considérer sont notamment l’âge, le tabac et le polymorphisme d’expression enzymatique[12]. Au début des années 2000, le mécanisme expliquant pourquoi ces facteurs sont confondants (pour le tabac notamment) est cependant encore mal compris, et controversée[13].
- Comme tous les tests de ce type, il ne permet pas de préciser dans un mélange quel est l'agent mutagène ; ainsi après voir remarqué l'apparition de tumeurs du système lymphoïde chez deux employés ayant durant des années manipulé des huiles de foie de requins méditerranéens (et du squalène extrait de ces huiles), puis après avoir constaté qu'appliquer du squalène sur la peau de souris de laboratoire induisait aussi ce type de tumeurs ou des leucémies[14], on a appliqué le test des micronoyaux à des huiles brutes extraites de foies de trois espèces de requins méditerranéens (dont l'un vivant en surface, Prionace glauca et deux vivant dans les grands fonds, Centrophorus granulosus et Galeus melastomus. Les résultats ont confirmé que « les huiles hépatiques brutes de trois espèces de requins sont génotoxiques et confirment que le risque de cancérogénicité est élevé »[15]. Le test ne permet pas à lui seul de préciser si l'agent mutagène est uniquement le squalène (très utilisé par l'industries pharmaceutique et la cosmétique, car particulièrement stable à très haute température[16]) ou si d'autres agents liposolubles (de nombreux polluants marins le sont)[17] sont aussi en cause.

## Normes
Le test des micronoyaux fait l’objet d'une ligne directrice de l'OCDE pour les essais de produits chimiques, uniquement applicable cependant aux érythrocytes de mammifères (ligne 474).